# Linda Edwards Graham
Linda Kay Edwards Graham (12 de diciembre de 1946 (78 años) es una botánica, algóloga, y taxónoma estadounidense.

## Biografía
Obtuvo una licenciatura por la Universidad Washington en San Luis, la maestría por la Universidad de Texas. Y en 1976, el Ph.D. por la Universidad de Míchigan.

## Investigaciones
Enseña en cursos de campo y de laboratorio sobre biología de algas, y es consultora gubernamental y de la industria en temas de algas en el ambiente. Su laboratorio de investigación se centra en filogenia de algas y los vínculos evolutivos entre las algas verdes y las plantas terrestres, aspectos de la fisiología de las algas y las asociaciones ecológicas en aguas dulces y aplicaciones biotecnológicas de las algas. Dr. Graham , y un Ph.D. de la Universidad de Míchigan. Como Ph.D. estudiante, que también entrenó en las algas marinas en el puerto laboratorios Viernes operados por la Universidad de Washington. Dr. Graham es un compañero de la AAAS.
Desarrolla actividades académicas y científicas en el Departamento de Biología de la Universidad de Wisconsin.

## Algunas publicaciones
- dirk Redecker, r. Kodner, linda e. Graham. 2000. “Glomalean fungi from the Ordovician”. Science 289 (5486): 1920–21

- l.e. Webb, s.a. Graham, c.l. Johnson, g. Badarch, m.s. Hendrix. 1999. Occurrence, age, and implications of the Yagan-Onch Hayrhan meta- morphic core complex, southern Mongolia. Geology 27: 143-146

- m.e. Cook, linda e. Graham. 1998. Structural similarities between surface layers of selected charo- phycean algae and bryophytes and the cuticles of vascular plants. International Journal of Plant Science 159: 780-787

- linda e. Graham, james m. Graham, j.a. Kranzfelder. 1985. Light and temperature as factors regulating seasonal growth and distribution of Ulothrix zonata (Ulvophyceae). J. Phycol. 21, 228–34

### Libros
- robert j. Brooker, eric p. Widmaier, linda e. Graham, peter d. Stiling. 2014. Biology. 3ª Edición de	McGraw-Hill, 1.387 pp. ISBN 9814581852, ISBN 9789814581851

- linda e. Graham, james m. Graham, lee warren Wilcox. 2009. Algae. 2ª edición ilustrada de Benjamin Cummings, 616 pp. ISBN 0321559657, ISBN 9780321559654

- --------------------, ----------------------, -------------------------. 2006. Plant Biology. 2ª edición ilustrada de Pearson/ Prentice Hall, 670 pp. ISBN 0131469061, ISBN 9780131469068

- --------------------. 1993. Origin of Land Plants. Edición ilustrada de Wiley, 304 pp. ISBN 0471615277, ISBN 9780471615279

- harvey d. Goodman, thomas c. Emmel, linda e. Graham, francés m. Slowiczek, yaakov Shechter. 1986. Biology: Laboratory Investigations. Ed. Harcourt College Pub, ISBN 0153607327, ISBN 9780153607325

- linda e. Graham. 1975. Some aspects of fine structure and control of reproductive development in the green algae Trentepholia aurea and Trentepholia sp. Ed. University of Míchigan

Length	191

## Honores

### Membresías[3]
- 1977 - Sociedad Botánica de América, presidenta en 2002, 2003
- 1979-1980 - Botanical Society of Washington

- La abreviatura «L.E.Graham» se emplea para indicar a Linda Edwards Graham como autoridad en la descripción y clasificación científica de los vegetales.[4]

- Portal:Biografías. Contenido relacionado con Botánica.
- Portal:Biología. Contenido relacionado con Taxonomía.